# Stout Scarab

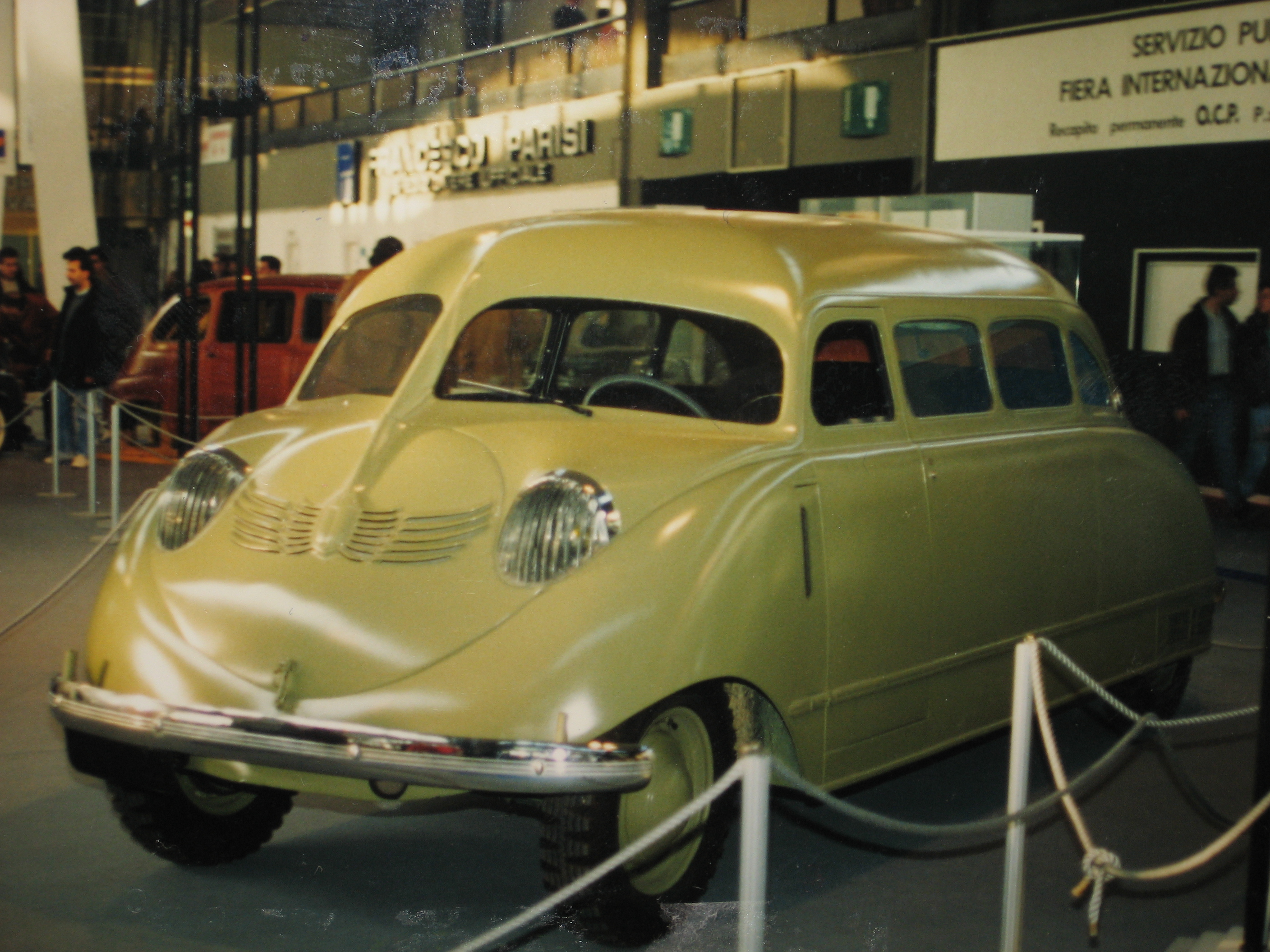
Stout Scarab exposée à Gênes, Italie.

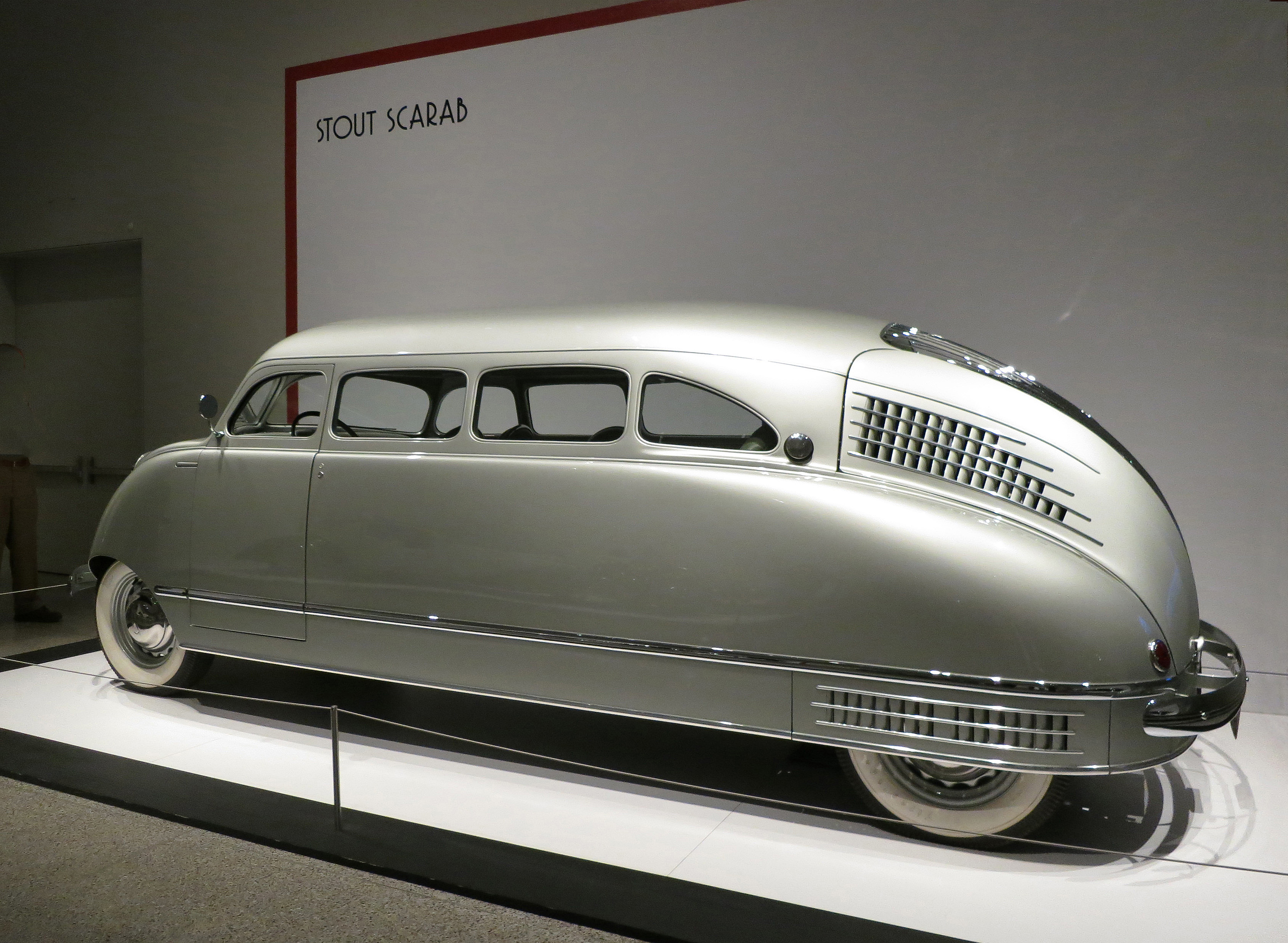
Stout Scarab au Fine Arts Museum de Houston, Texas.

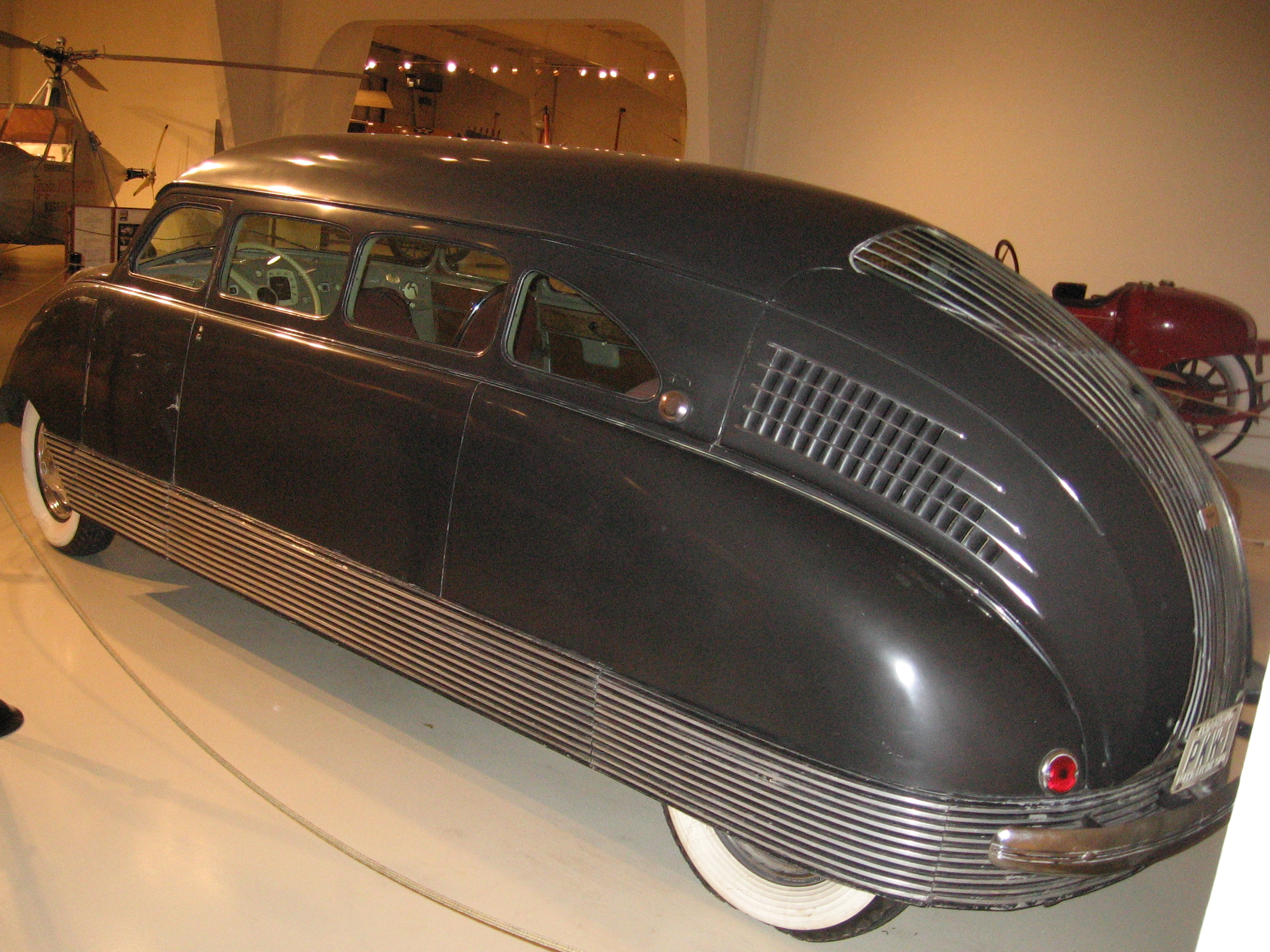
Une Scarab de 1935 au Owls Head Transportation Museum (Owls Head, Maine).

La Stout Scarab est une monospace américaine des années 1930–1940 conçue par William Bushnell Stout et fabriquée par Stout Engineering Laboratories et ensuite par la Stout Motor Car Company de Detroit, Michigan.
La Stout Scarab est créditée par certains comme la première monospace, et un prototype Scarab expérimental de 1946 est la première voiture avec une  carrosserie en fibre de verre et une suspension pneumatique.

## Contexte
William B. Stout est un ingénieur et journaliste automobile et de l'aviation. Alors qu'il était président de la Société des Ingénieurs de l'Automobile, Stout rencontre Buckminster Fuller à l'un des grands salons de l'auto de New York et écrit un article sur la Voiture Dymaxion de la lettre d'information de la société.
Stout conçut la Scarab en fort contraste avec la production contemporaine des voitures qui utilisaient couramment un châssis séparé de la carrosserie, un long capot cachant un compartiment moteur où le moteur était situé longitudinalement derrière l'essieu avant et un habitacle à l'arrière. Le moteur monté à l'avant entraîne généralement l'essieu arrière par l'intermédiaire d'un arbre d'entraînement tournant sous le plancher du véhicule. Cette disposition fonctionne bien, mais, outre son poids, occupe beaucoup d'espace.
Au lieu de cela, la Scarab a fait disparaître le châssis et l'arbre d'entraînement pour créer un plancher plat et bas à l'intérieur, à l'aide d'une carrosserie monocoque et en plaçant un moteur V8 Ford à l'arrière du véhicule. William B. Stout envisagea son véhicule comme un bureau sur roues. À cette fin, la carrosserie de la Scarab, stylisée par John Tjaarda, un ingénieur automobile néerlandais bien connu, suivit une construction en structure spatiale d'un fuselage d'avion en aluminium. L'utilisation de ces matériaux plus légers permet de créer un véhicule pesant moins de 1 400 kg.
Dotée d'un nez profilé très court, la carrosserie va en s'amincissant à l'arrière, préfigurant les monospaces contemporaines, ou minibus, avec une table amovible et une deuxième rangée de sièges pouvant pivoter de 180 degrés pour faire face à l'arrière — une fonctionnalité que Chrysler commercialisa plus de 50 ans plus tard comme "Swivel ’n Go".
Bien que rappelant la Chrysler Airflow, les trains profilés, et un peu plus tard (en 1938), la KdF-Wagen — tous aérodynamiques en apparence —, la Stout Scarab a été généralement considérée comme laide à l'époque.[réf. nécessaire] Des décennies plus tard, son design futuriste et tout en courbes au nez finement détaillé gagne le respect en tant qu'icône Art Déco.

## Des fonctionnalités innovantes

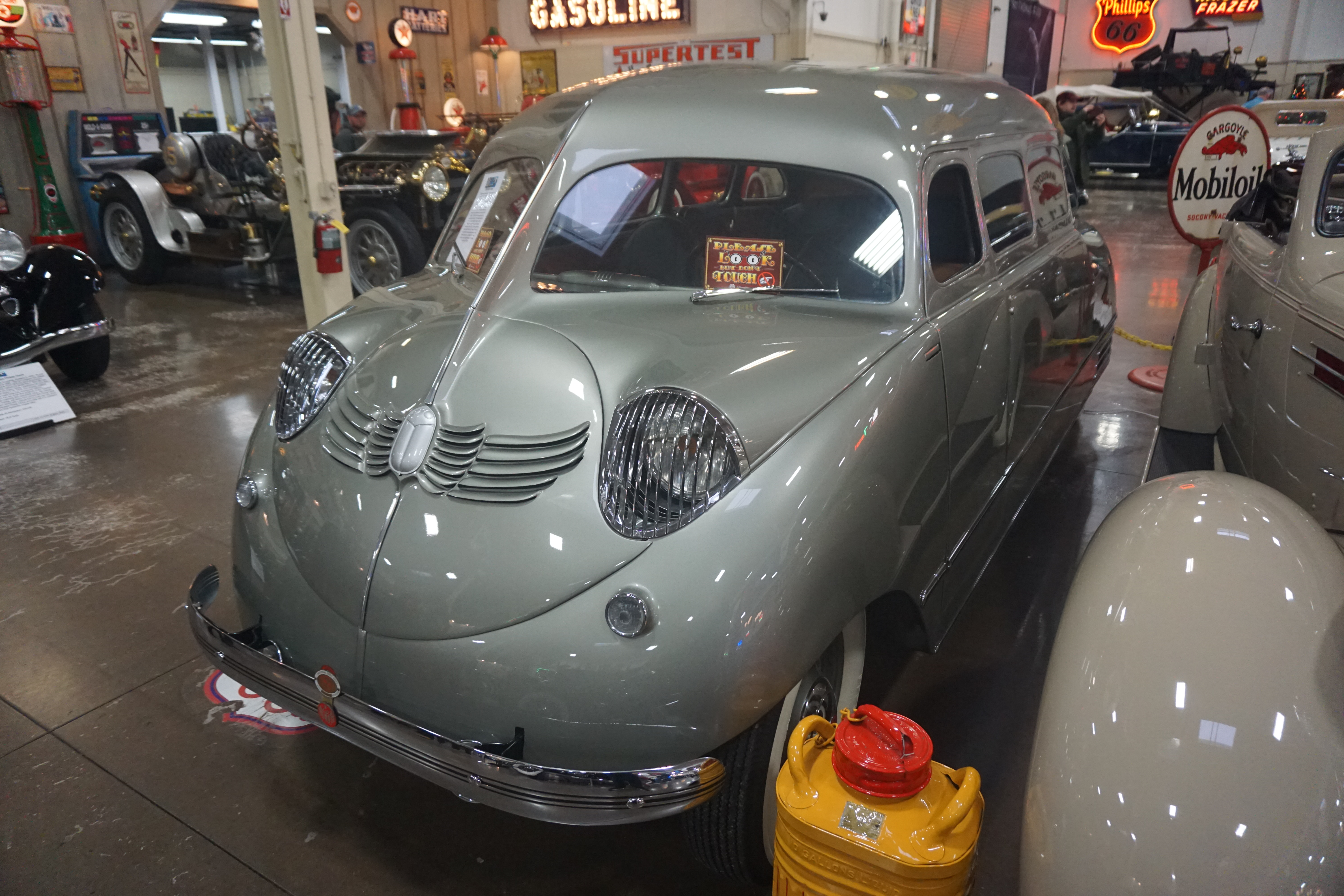
Un Stout Scarab de 1935-36 à la Stahls Automotive Collection à Chesterfield Township, Michigan (États-Unis).

L'espace intérieur de la Scarab a été agrandi par son style ponton, qui se dispensait de marchepieds et élargissait la cabine sur toute la largeur de la voiture. Un long empattement et le placement du moteur directement sur l'essieu arrière déplaça le conducteur vers l'avant, permettant au volant d'être presque directement situé au-dessus des roues avant. Les passagers entrent par une seule grande porte commune. Un système d'assise flexible peut être facilement reconfiguré (sauf pour le siège du conducteur, qui était fixe). Anticipant les sièges des monospaces modernes, comme la Chrysler Voyager et la Renault Espace, une petite table à cartes pouvait être encadrée par les sièges passagers si besoin. Les intérieurs sont garnis de cuir, chrome et bois. Des éléments furent travaillés dans un motif stylisé de scarabée de l’Égypte ancienne, y compris l'emblème de la voiture. La visibilité à l'avant et sur les côtés était semblable à celle d'une voiture d'observation, bien que la vision arrière fut négligeable et qu'il n'y avait pas de rétroviseurs.
Les innovations ne s'arrêtent pas avec la conception de la voiture et de sa carrosserie. À une époque où presque tout véhicule sur la route avait des essieux rigides avec des ressorts à lames, la Scarab avait une suspension indépendante à ressorts hélicoïdaux sur les quatre roues, offrant une conduite plus lisse et plus silencieuse. Le poids du moteur à l'arrière donne au Scarab une "conduite souple et une direction facile sur les routes rugueuses" pour ne pas dire une très bonne tenue de route. La suspension de l'essieu oscillant arrière à longues jambes de force à ressort est inspiré par les trains d'atterrissage des avions. La suspension de la Scarab a elle-même inspiré plus tard la jambe de force Chapman utilisée par Lotus dès la Lotus Douze de 1957.
Le moteur Ford V8 à plat entraîne les roues arrière via une boîte manuelle Stout à trois vitesses. Le moteur est inversé par rapport à sa position normale, directement monté sur l'essieu arrière avec le volant moteur et l'embrayage vers l'avant. La transmission est montée en avant de cet ensemble, inversant et abaissant l'entraînement vers l'arrière de l'essieu. Cette disposition originale sera reprise plus tard par la Lamborghini Countach. Toutefois le moteur de la Scout Scarab est placé longitudinalement à cheval sur l'"essieu arrière" comme à l'avant dans la Triumph 1300 à traction de 1965 dont le moteur est au dessus de la boîte de vitesses comme sur les Austin Seven et Morris Mini Minor de 1959 à moteur transversal. Par contre sur la Lamborghini Countach de 1971 le moteur est en avant de l'"essieu arrière" et la boîte de vitesses est en avant du moteur, placée entre le conducteur et le passager.

## Production
Le premier prototype Scarab a été achevé en 1932, probablement la première voiture en aluminium jamais construite sur un châssis en structure spatiale bien que les pièces du cadre étaient en acier. La deuxième Scarab, achevée en 1935, est une évolution de la première, incorporant des changements mécaniques et stylistiques. Les phares ont été mis derrière une fine calandre verticale et à l'arrière, d'étroites barres de  chrome courbes partent des fenêtres arrière vers le bas du pare-chocs, donnant à la voiture son apparence Art Déco. La carrosserie est maintenant en acier afin de réduire les coûts.

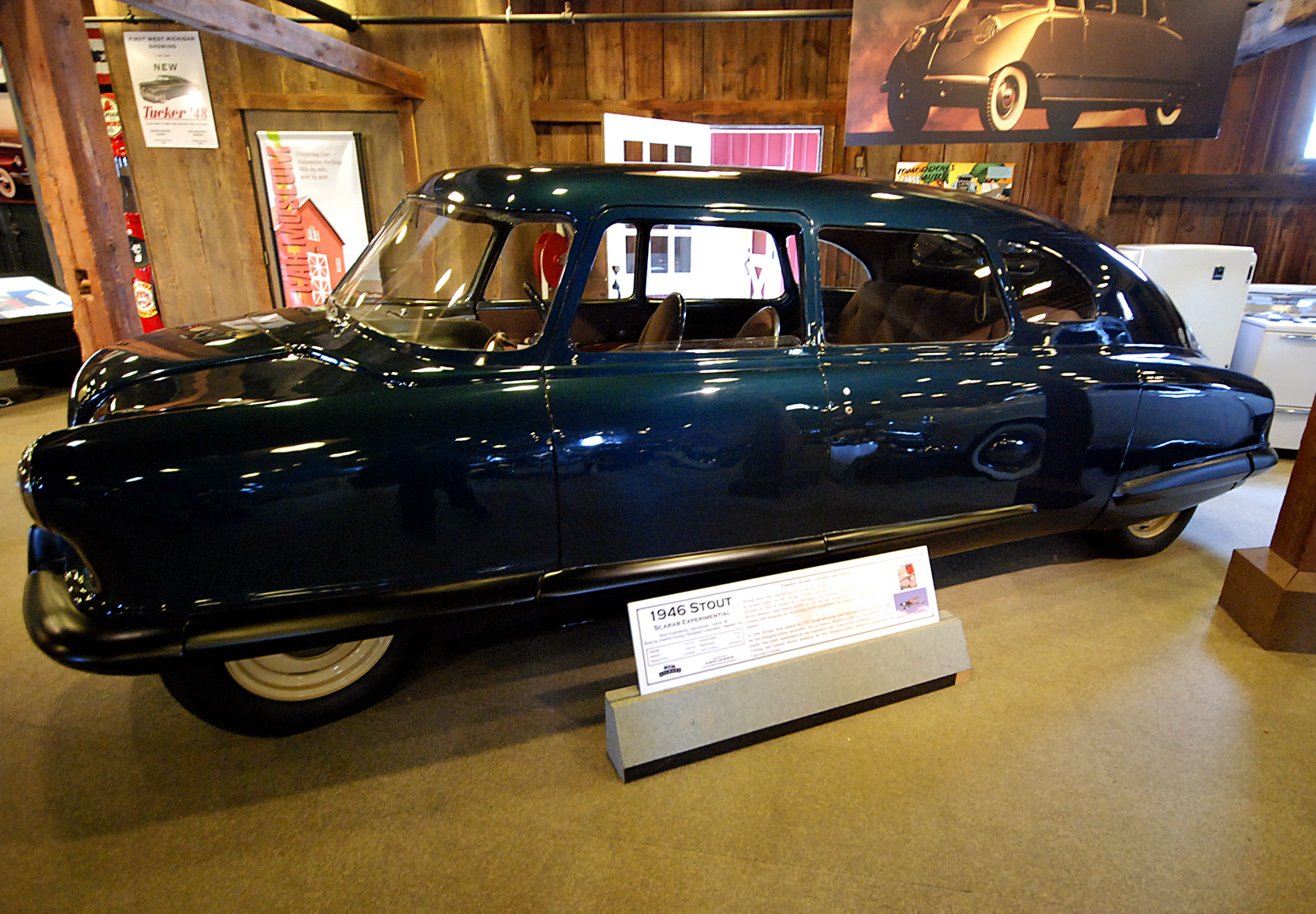
Stout Scarab Expérimentale (1946)

Stout publia une déclaration stipulant que la voiture serait fabriquée en quantité limitée et vendue à ceux qui seraient invités à acheter. Une centaine d'exemplaires par an devaient être faits dans une petite usine à l'angle de la Rue Scott et Telegraph Road (US 24), à Dearborn, dans le Michigan. Bien que la Scarab ait fait couler beaucoup d'encre dans la presse, à 5 000 $ (équivalent à 80 000 $ en 2010), lorsqu'une luxueuse et ultra-moderne Chrysler Imperial Airflow coûte seulement 1 345 $, très peu de clients peuvent payer cette prime juteuse d'innovation. La production totale des Scarab s'élève à ce qu'on croit être neuf unités, bien que les véhicules n'ont jamais été vraiment considérés comme "en production" et furent construits à la main, sans que deux Scarab ne soient identiques.
Immédiatement après la seconde Guerre mondiale, Stout construisit un nouveau prototype Scarab, appelé la Stout Scarab Expérimentale. Il a été montré en 1946 qu'il était plus classique en apparence, bien que toujours équipé d'un moteur arrière. C'était une deux-portes munie d'un pare-brise enveloppant et d'une carrosserie en fibre de verre. À l'instar de ses homologues en métal, c'était aussi un monocoque, construit de huit pièces séparées, et la première voiture au monde à suspension pneumatique, développée précédemment en 1933 par Firestone. Ce prototype n'est jamais entré en production.
Stout posséda et conduisit sa propre Scarab, en accumulant plus de 400 000 km en voyageant à travers les États-Unis.
Cinq Scarab sont connues aujourd'hui. Une Scarab de 1935 en état de marche fut exposée pendant de nombreuses années au Owls Head Transportation Museum à Owls Head, dans le Maine, mais elle a été rendue à son propriétaire, le Detroit Historical Museum. Le véhicule du Detroit Historical Museum devait retourner dans les réserves du musée le 21 août 2016 pour permettre d'exposer une autre voiture.